# Пашков, Василий Александрович (религиозный деятель)
Васи́лий Алекса́ндрович Пашко́в (2 [14] апреля 1831, Москва — 30 января [12 февраля] 1902, Париж) — российский религиозный деятель. Один из богатейших людей Российской империи, он вёл полную развлечений жизнь столичного аристократа. У себя дома он устраивал балы для императора, однако после религиозного обращения Пашкова в этом же доме вместе с представителями высшей петербургской знати молились простые крестьяне.
Василий Пашков посвятил себя христианскому служению — активному и многогранному. Он известен обширной благотворительностью, а также финансированием миссионеров. Пашков создал и возглавил Общество поощрения духовно-нравственного чтения для распространения христианской литературы, руководил движением евангельских христиан, которых стали называть «пашковцами». Это движение было направлено на духовное преобразование и обновление общества — в противовес нараставшим нигилистическим и революционным настроениям.
Активность Пашкова вызвала противодействие представителей государственной власти и русской православной церкви. Учитывая его высокий статус, его наказали лишь высылкой из России, и он окончил свои дни в изгнании. Некоторые современные протестантские конфессии на постсоветском пространстве считают себя преемниками пашковцев.

## Биография

### Происхождение

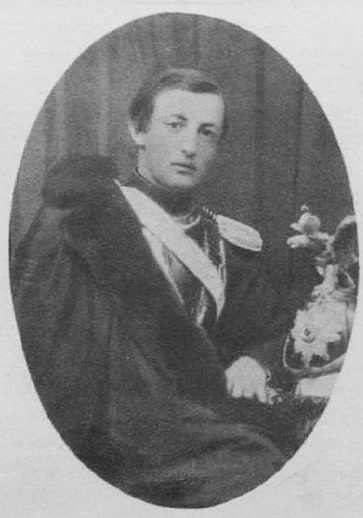
Василий Пашков в период военной службы

Василий Александрович Пашков принадлежал к богатому аристократическому роду Пашковых, к одиннадцатому поколению от родоначальника — поляка Григория Пашкевича, приехавшего в Россию при Иване Грозном. Дети Пашкевича приняли фамилию «Пашковы». Уже первый сын Пашкевича, Иван Григорьевич, в 1604 году был отмечен в документах как тульский боярин.
Прадедушка В. А. Пашкова, Александр Ильич (1734—1809), нажил состояние благодаря женитьбе на Дарье Ивановне (1743—1808) — дочери богатого фабриканта И. С. Мясникова. После смерти купца А. И. и Д. И. Пашковы унаследовали 19 тысяч крепостных крестьян и четыре больших фабрики. Их второй сын Василий Александрович (1764—1838) дослужился до чина обер-егермейстера и должности министра юстиции. Он владел дворцами в Москве и Петербурге, имениями в Нижегородской и Тамбовской губерниях и Башкирии, а на Южном Урале — медными и железными рудниками с металлургическими заводами при них. Жена Василия Александровича, урождённая графиня Екатерина Александровна Толстая, была фрейлиной при дворе.
Их сын Александр (1792—1868) удачным браком с Елизаветой Петровной (по первому браку — Лобановой-Ростовской, урождённой Киндяковой, дочерью П. В. Киндякова) (1805—1854), а также военной карьерой приумножил семейные богатства. Александр Васильевич был настолько щедр и богат, что, служа полковником, покупал на свои деньги лошадей для всего полка.

### Ранние годы

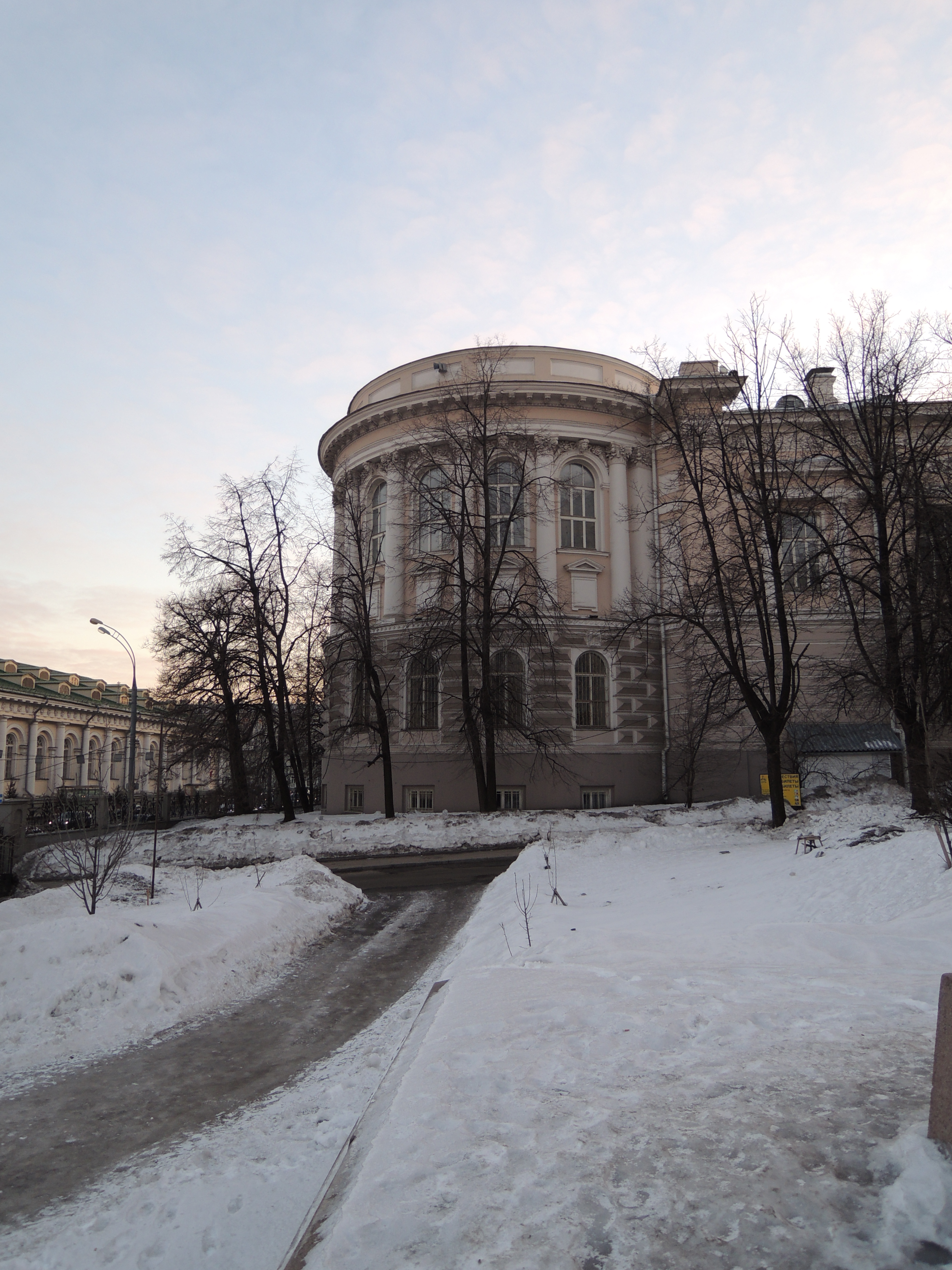
Второй дом Пашковых в Москве — напротив Манежа

Василий родился 2 апреля 1831 года в Москве, в доме отца, когда сам отец воевал в Польше. Крещён 12 апреля 1831 года. Кроме него в семье было ещё двое детей — дочери Екатерина и Ольга. Василий получил блестящее образование. В 1849 году он закончил семилетнее обучение в Пажеском корпусе, его имя было занесено на мраморную доску среди лучших выпускников. В 1848 году Пашков был пожалован в камер-пажи.
По окончании Пажеского корпуса 26 мая 1849 года Пашков в звании корнета был зачислен в кавалергардский полк. Звание поручика получил в 1850 году, 28 мая 1853 года по состоянию здоровья уволился со службы с производством в штабс-ротмистры, но 23 марта 1854 года вернулся на службу в кавалергардский полк в звании поручика, а 23 апреля 1854 года его произвели в штабс-ротмистры. В 1855 году Пашкова назначили старшим адъютантом при дежурном генерале, с 1857 года он служил в канцелярии Военного министерства, в том же году его произвели в ротмистры. За годы службы Пашков получил орден Святого Станислава 3-й степени и светло-бронзовую медаль «В память войны 1853—1856» на Андреевской ленте за участие в Крымской войне. В 1858 году он был уволен от службы по домашним обстоятельствам с производством в полковники.

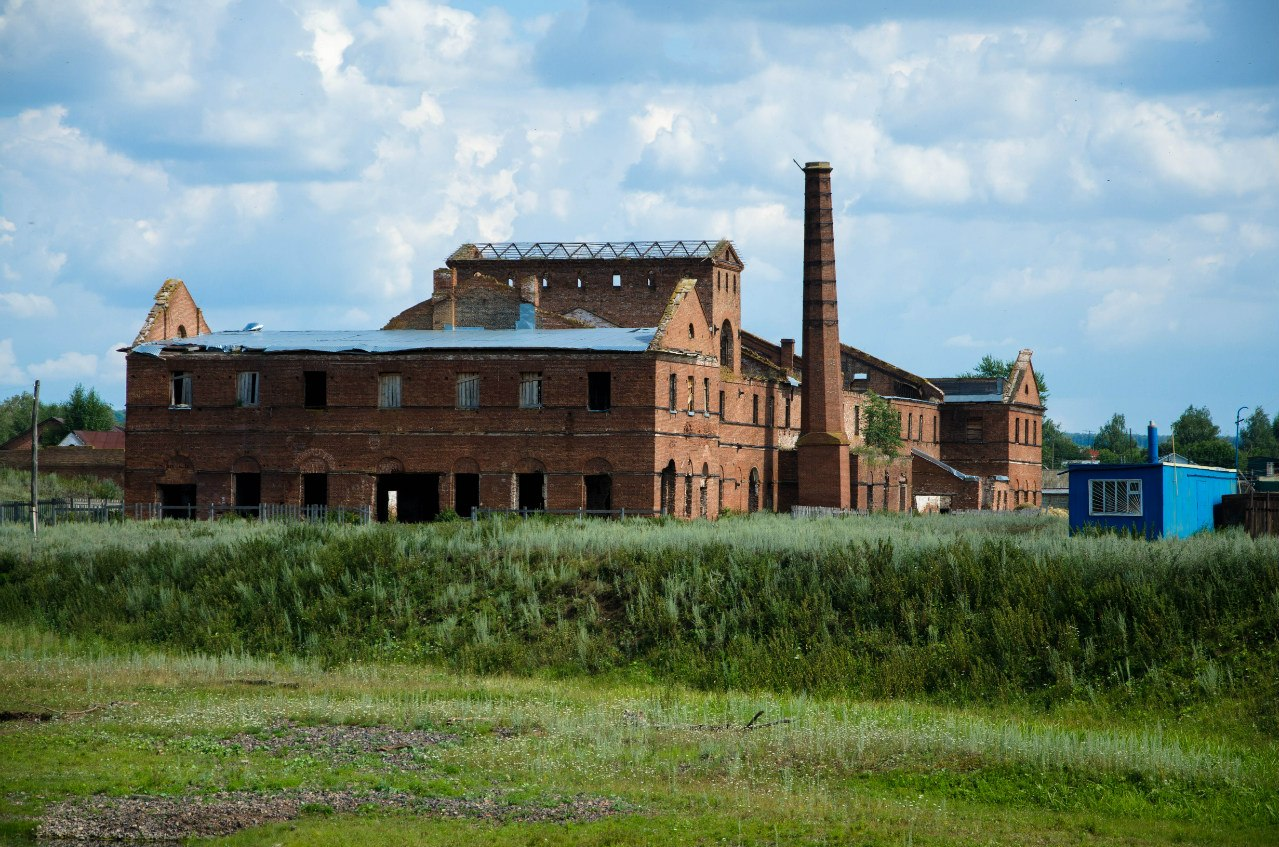
Комплекс металлургического завода Пашкова в Воскресенском
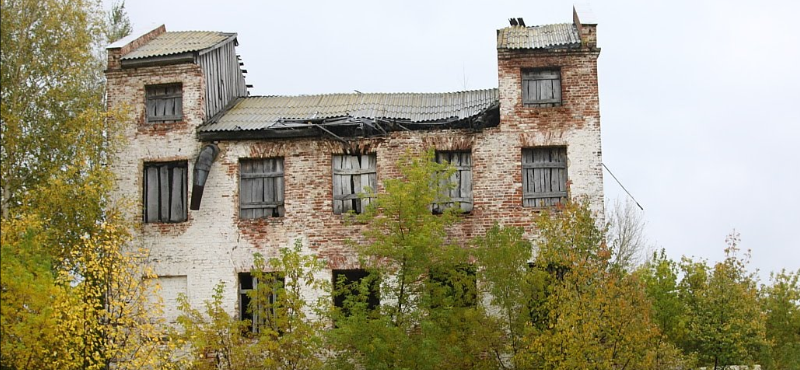
Верхоторский металлургический завод Пашкова
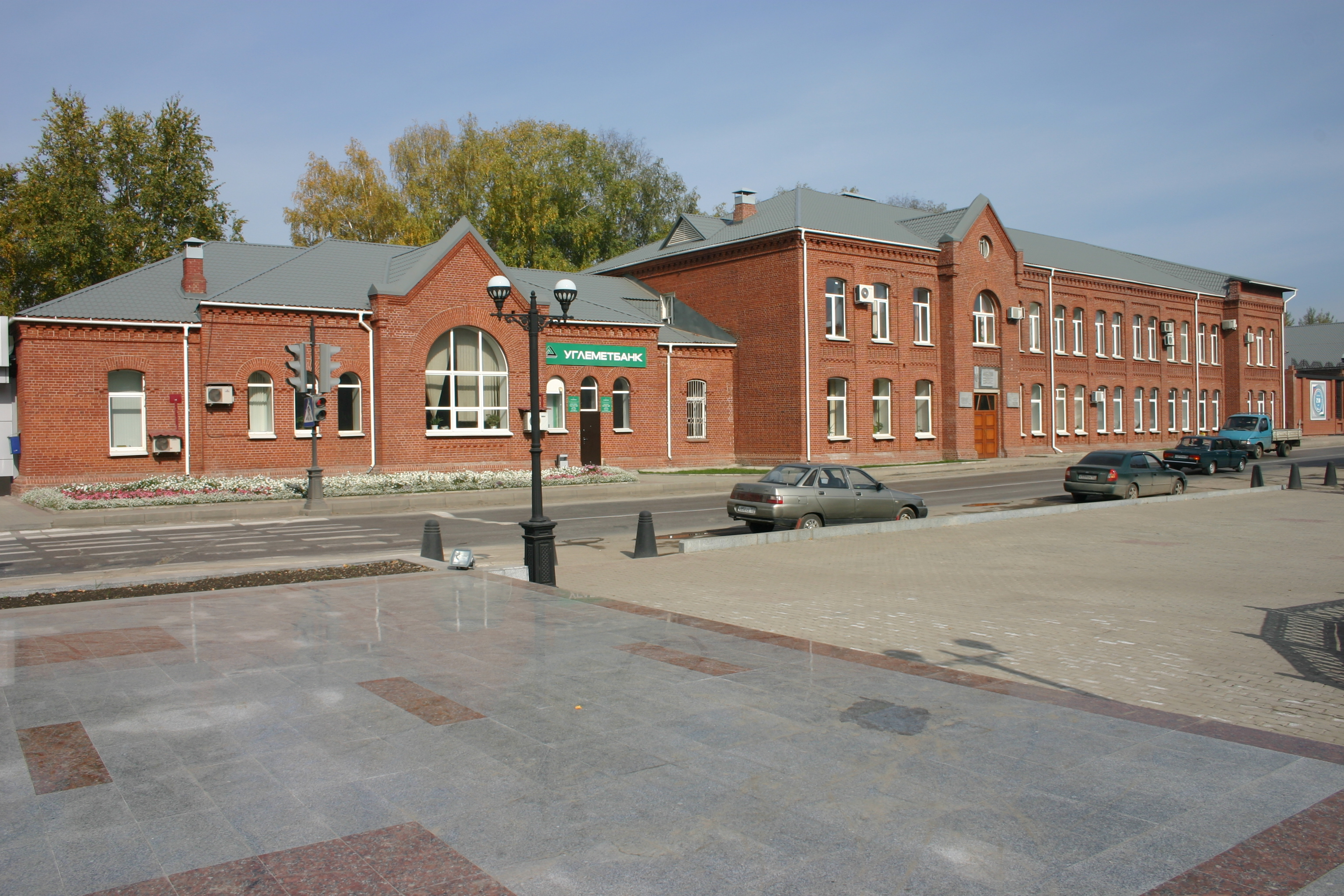
Заводоуправление бывшего Белорецкого металлургического завода Пашкова
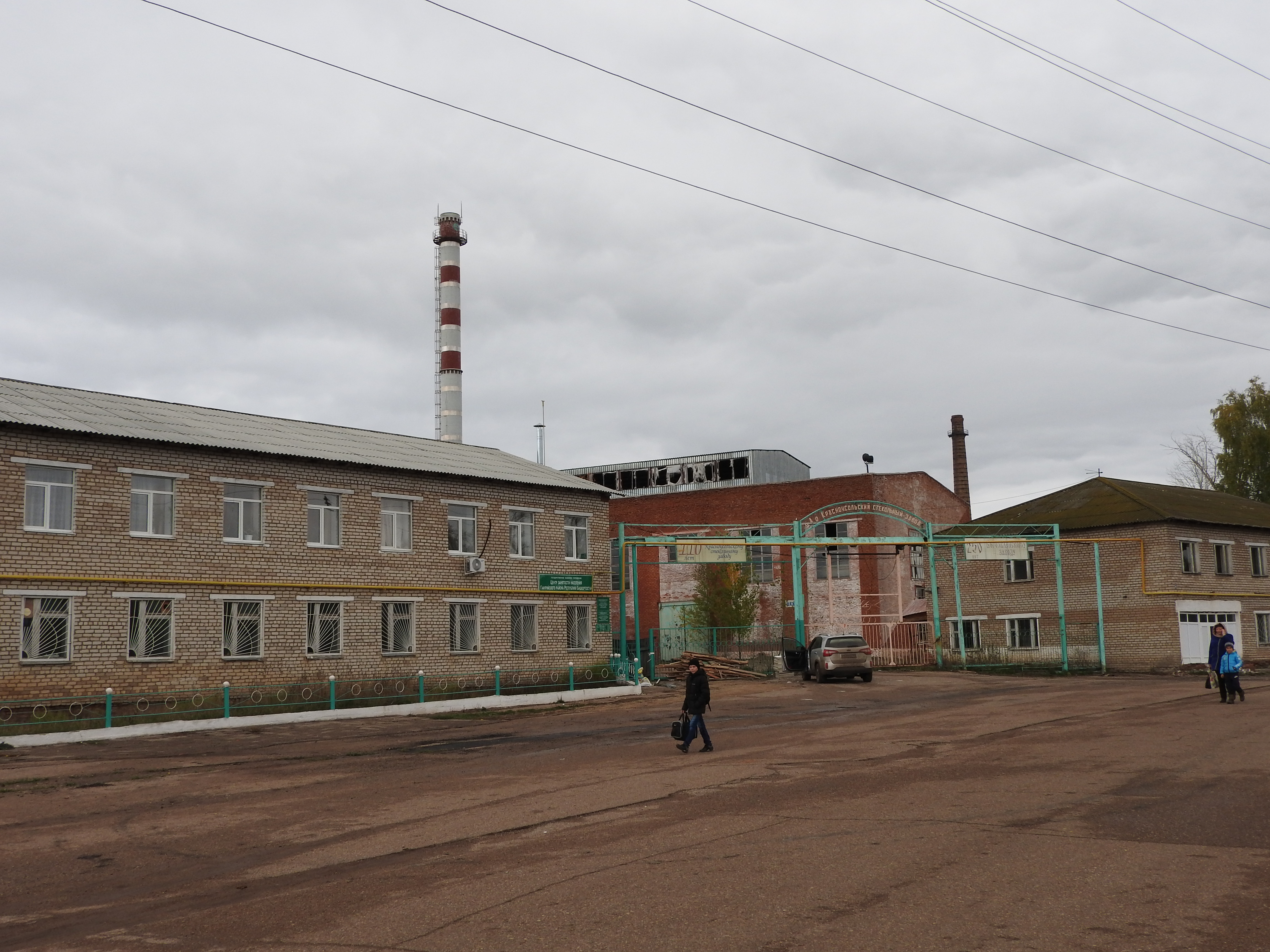
На заднем плане бывший Богоявленский металлургический завод Пашкова в Красноусольском

Брак Василия Александровича с Александрой Ивановной Чернышёвой-Кругликовой принёс ему в качестве приданого значительную часть богатств Чернышёвых в Московской и Санкт-Петербургской губерниях. Александра Ивановна была фрейлиной при императорском дворе и попечителем Александринского приюта. Пашков был лично известен царю и приходился родственником нескольким министрам и генералам. Среди родных были музыкант, писательница, декабрист и другие известные люди. Василий Александрович владел тринадцатью имениями в девяти уездах различных губерний, а также четырьмя металлургическими (выплавка меди) заводами на Урале. Ему принадлежало 450 тысяч десятин земли — это пятые по площади частные землевладения Российской империи. С женой и детьми Пашков жил в большом доме на Французской набережной в Петербурге и вёл светскую жизнь. Балы в его доме посещали даже члены царской семьи.
«Красивый брюнет, роста выше среднего, с манерами и обращением чистого аристократа; приятный мягкий тенор, большие, выразительные глаза располагают в его пользу», — описывал Пашкова петербургский журналист Николай Животов.

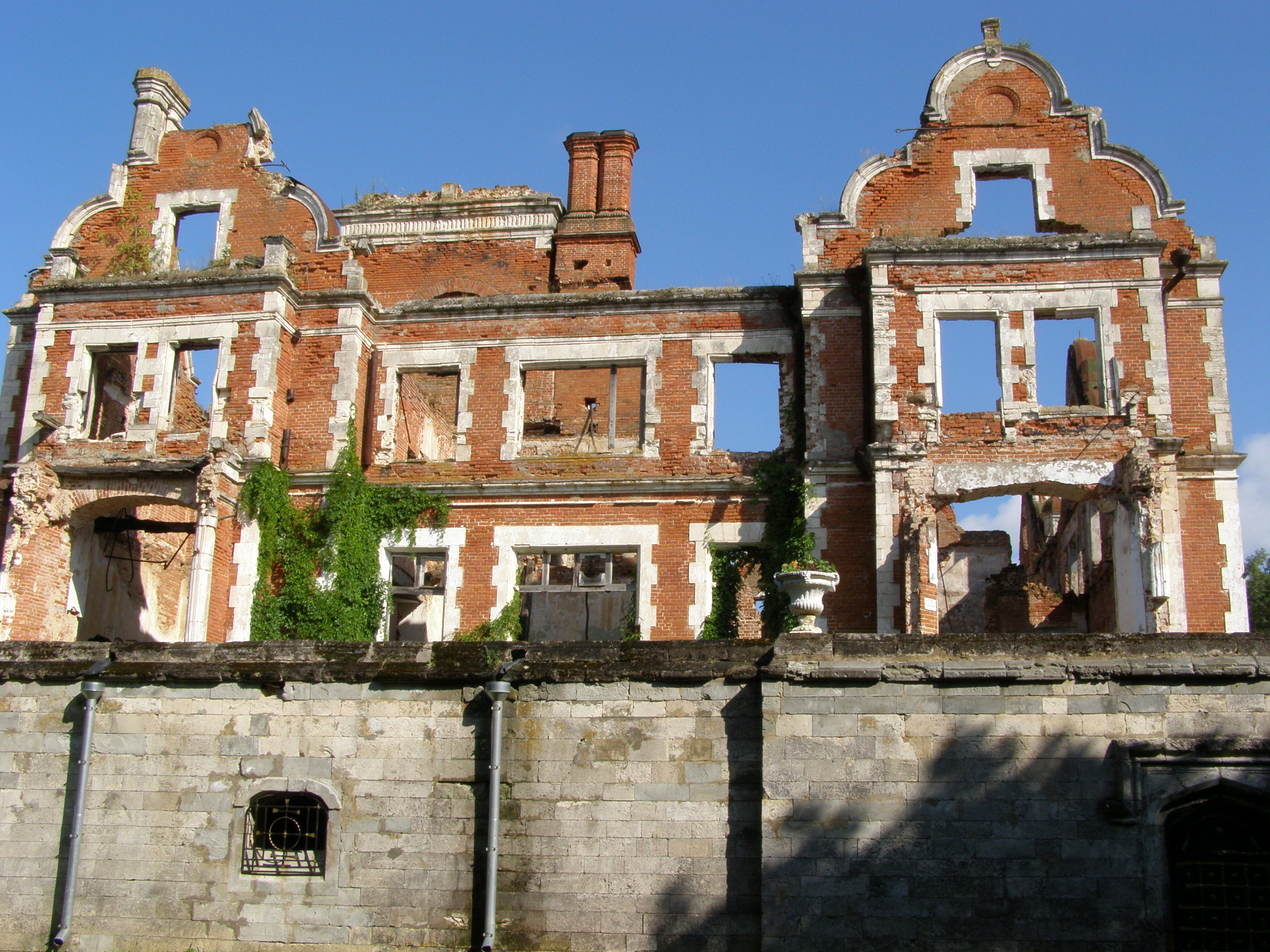
Развалины главного дома усадьбы Пашковых в Ветошкине Нижегородской губернии
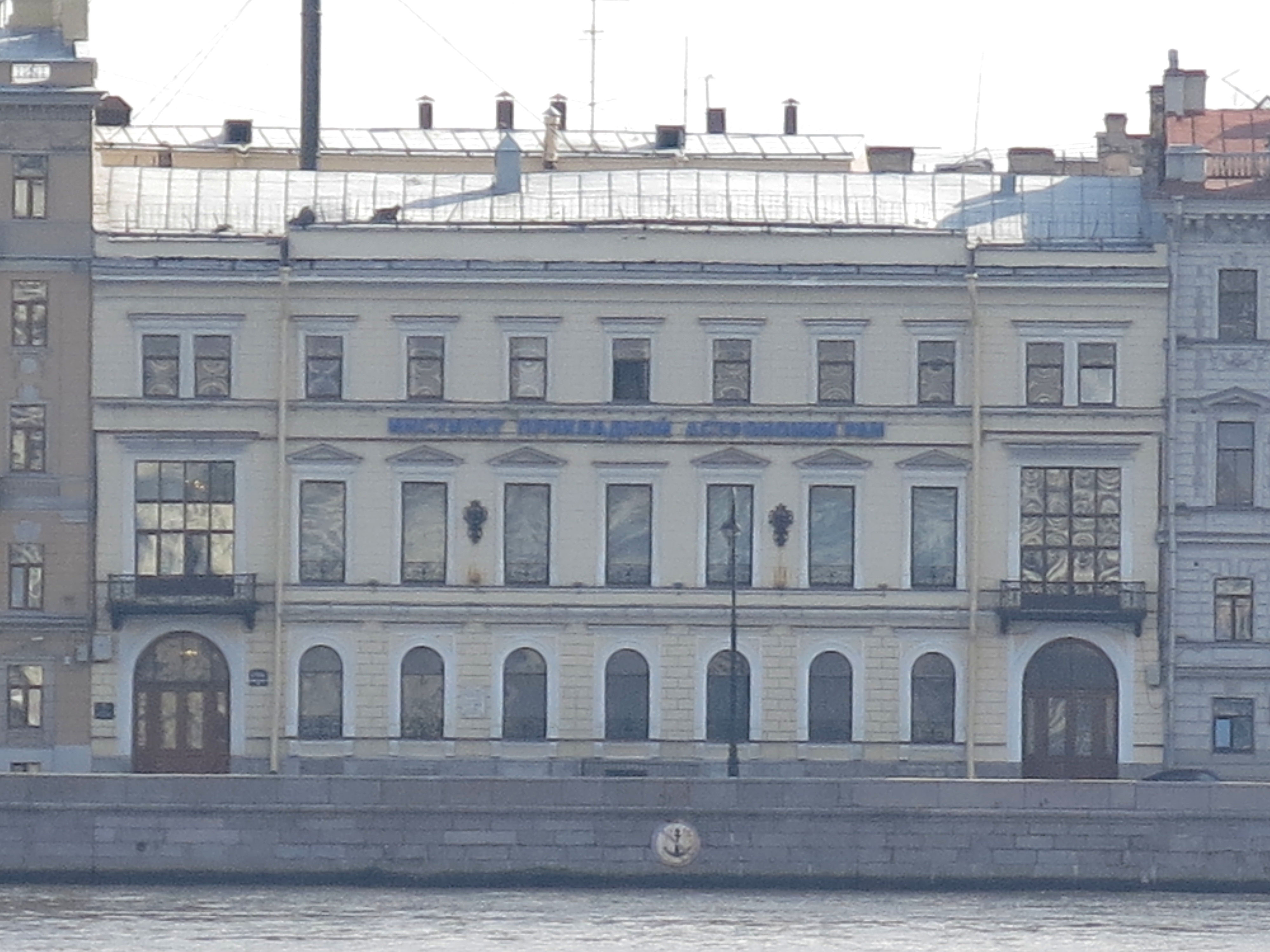
Ныне в бывшем петербургском доме Пашковых расположен Институт прикладной астрономии[g]
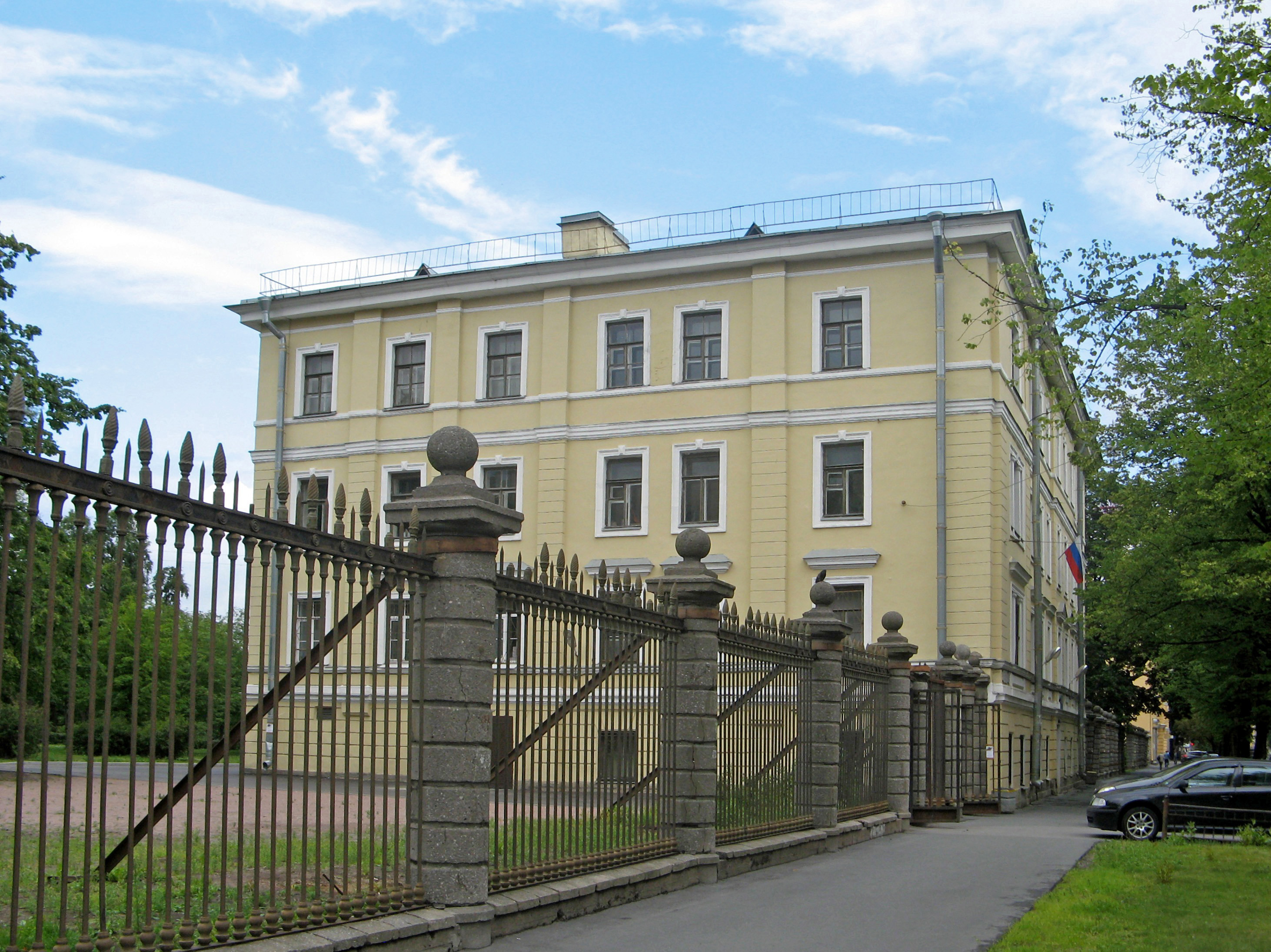
В другом бывшем петербургском доме Пашковых ныне школа № 560 Выборгского района[h]
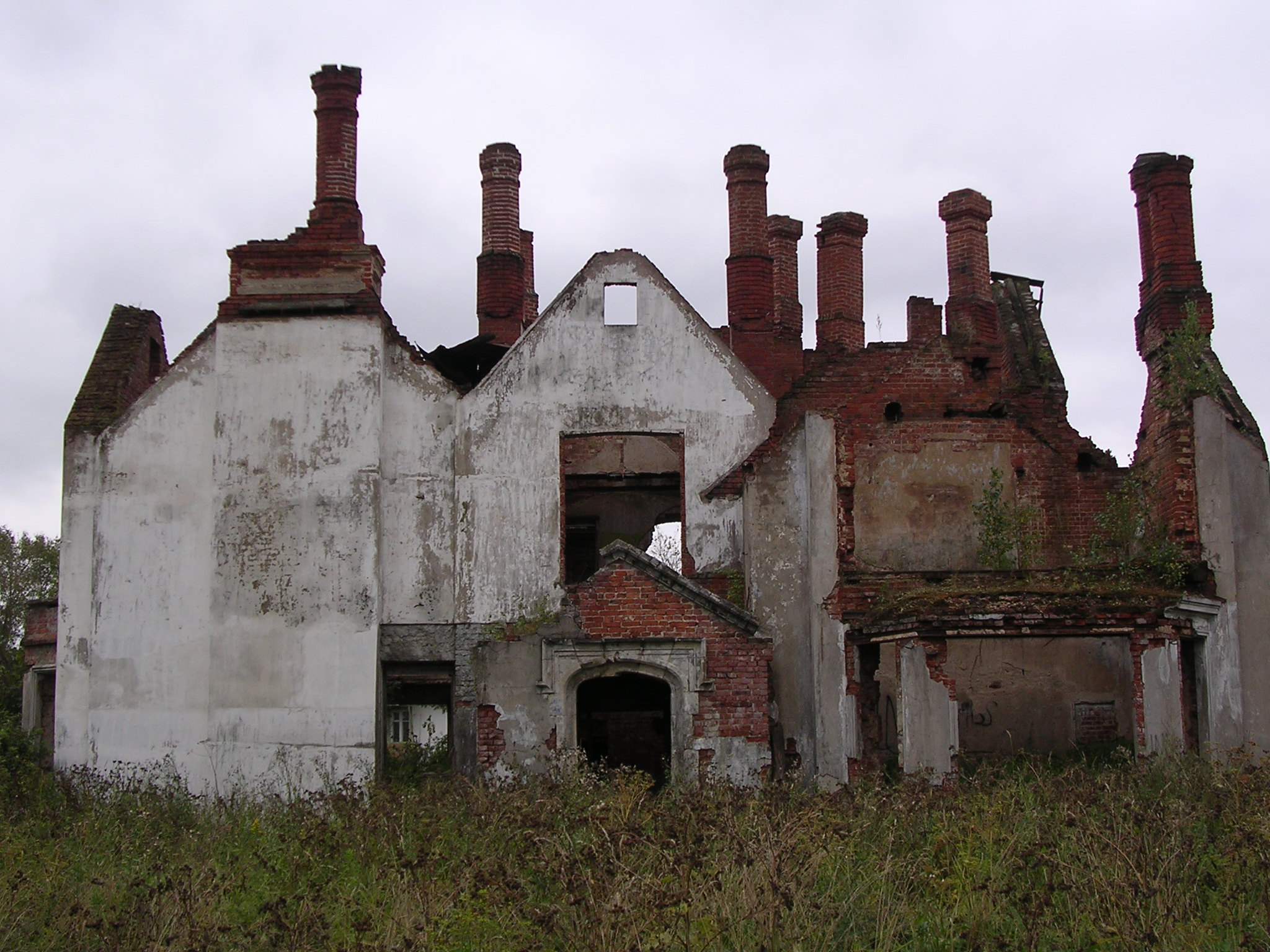
Развалины усадебного дома Пашковых в Крёкшине под Москвой

### Обращение в евангельское христианство

Гренвиль Редсток. Пашков поддерживал общение с ним до конца своих дней

По словам Животова, до знакомства с Гренвилем Редстоком Пашков был человеком, равнодушным к религии: «О набожности, не говоря уже о фанатизме, никогда не зарождалось и мыслей в голове В. А., бывшего страстным охотником, любителем танцев, балов, крупным игроком в карты, лихим наездником». Пашков придерживался внешнего православия светского человека, иногда посещал храм, но, по собственному признанию, не был удовлетворён своим христианством. По его словам, он руководствовался в жизни не Законом Божьим, а почти исключительно правилами человеческими, живя для себя. Об этом уже после своего обращения Пашков признавался в письме протоиерею Иоанну Янышеву.
В конце 1873 или начале 1874 года в Петербург приехал английский аристократ лорд Гренвиль Редсток. Его пригласила Елизавета Черткова — сестра-близнец жены Пашкова. Черткова в скорби после смерти двоих сыновей-подростков пережила глубокое обращение к Богу.
Жена Пашкова, по-видимому, ко времени приезда Редстока уже пришла к вере, однако сам полковник стремился уклониться от общения с проповедником. Животов утверждал, что после первой встречи с Редстоком Пашков небрежно сказал: «Какая пошлость! И охота людям слушать бессмысленного болтуна». Чтобы не встречаться с Редстоком, полковник на два месяца уехал в своё московское имение, откуда возвращался с надеждой, что уже не застанет иностранца в Петербурге. Однако Редсток не уехал, более того, он стал частым гостем жены Пашкова, так что уклониться от общения не удалось.
Проповедь не произвела на Пашкова впечатления. После проповеди Редсток предложил собравшимся помолиться. Присутствующие встали на колени, Пашков из вежливости присоединился. Во время необычной, незаученной молитвы Редстока полковник вдруг осознал, что всё слышанное им из Библии касалось его лично. Он пережил потрясение. «Встав с колен, он был уже не тем, что раньше, он стал новым человеком во Христе Иисусе», — утверждала Софья Ливен.
По мнению биографа Пашкова Филиппа Никитина, необычность этого религиозного обращения едва ли поддаётся научному объяснению. Однако в евангельско-баптистской среде такие случаи объясняются воздействием Святого Духа и не вызывают удивления — как часть церковной традиции и личного духовного опыта.
В течение нескольких лет после обращения Василий Пашков возглавил движение, начатое Редстоком (подробно о христианском служении Пашкова см. в разделе «Религиозная деятельность»). С самим Редстоком он поддерживал общение до самой своей смерти.

### Эмиграция
Результатом активной религиозной деятельности, неодобряемой властями и РПЦ, стала вынужденная эмиграция Пашкова.
За границей Пашков жил больше в Англии, но много путешествовал, некоторое время проживал во Франции, бывал в Швейцарии и, вероятно, в других европейских странах. По крайней мере, в первые два года эмиграции Пашков надеялся, что разлука с Родиной носит временный характер, и рано или поздно он вернётся в Россию. Он приезжал в Россию не менее трёх раз: дважды — в 1887 году и один раз — в 1888 году — в связи с болезнью сына, заразившегося тифом; в этот раз пребывание на Родине длилось шесть недель.
Василий Пашков умер 30 января 1902 года в Париже. Прощание прошло в парижской церкви Святого Мартина. Был похоронен на некатолическом кладбище Тестаччо в Риме.

## Семья
Жена — графиня Александра Ивановна Чернышёва-Кругликова (12 сентября 1832 — 1 ноября 1926), фрейлина двора, старшая дочь героя войны 1812 года полковника Ивана Гавриловича Кругликова (1787—1847) от брака с графиней Софьей Григорьевной Чернышёвой (1799—1847); присоединившего в 1832 году фамилию жены и получившего графский титул.
Александра в качестве приданого принесла мужу значительную часть богатств Чернышёвых, кроме майората. Вместе с сестрой-близнецом, Елизаветой Чертковой она стала последовательницей Гренвиля Редстока. Именно она инициировала судьбоносное знакомство своего мужа с Редстоком.
В браке Пашковы имели сына Александра (13.02.1863, Париж — 1903, с. Воскресенское (ныне Мелеузовского района Республики Башкортостан); генерал-майор, умер от апоплексического удара) и трёх дочерей — Софью (20.03.1865, Париж — ?), Ольгу (1867—1949; художница) и Марию (11.05.1870—1917).
В 1886 году Александра Ивановна вслед за мужем уехала с детьми за границу. Овдовев, вернулась с незамужними дочерями Ольгой и Марией в Россию. Жили в родовой усадьбе Пашковых в Ветошкино Нижегородской губернии. Умерла в эмиграции во Франции, похоронена в Версале на кладбище Нотр-Дам.

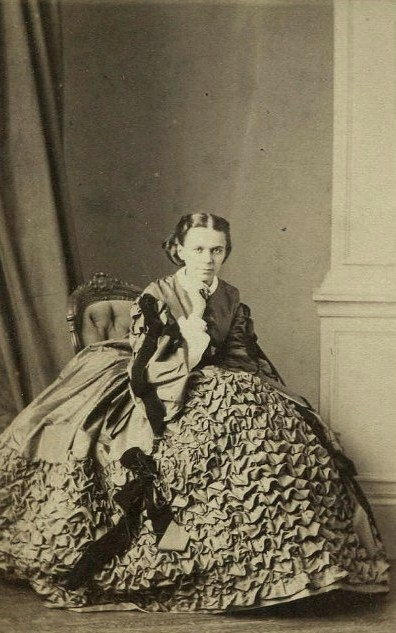
Александра Ивановна, жена
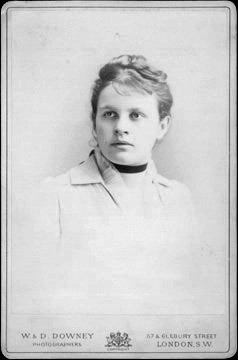
Дочь Ольга
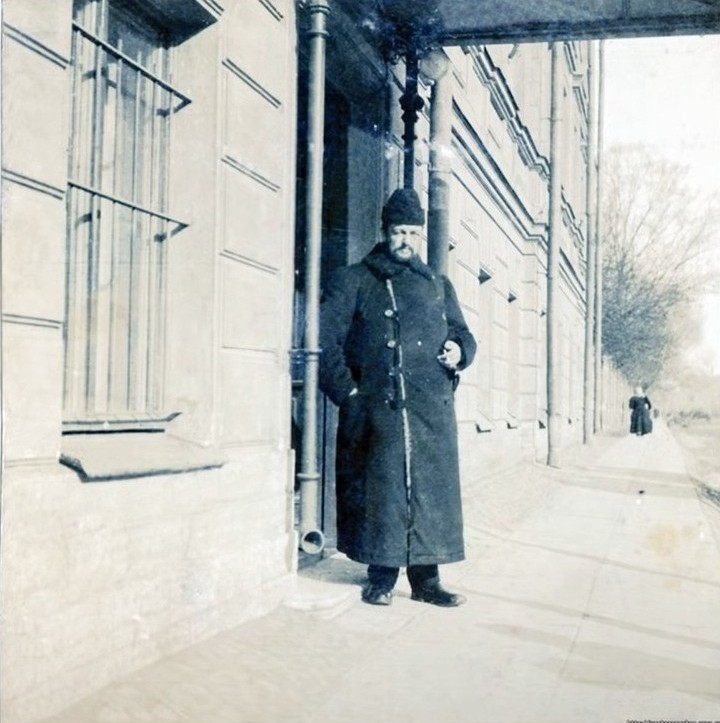
Сын Александр (фото 1901 или 1902 года)

## Идеи и богословие

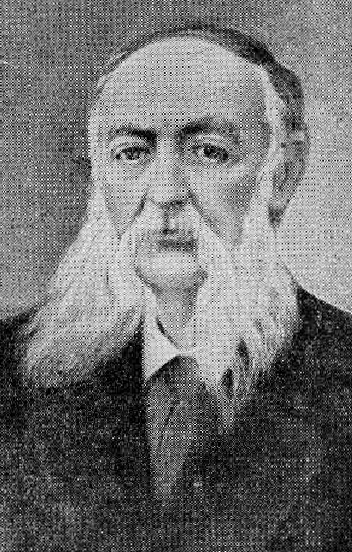
Василий Александрович Пашков

### Исповедание веры Пашкова
Системно богословские взгляды Пашкова изложены в документе, который исследователи называют «Исповеданием веры Пашкова» или «Вероучением Пашкова». Документ представляет собой фрагменты писем полковника редактору журнала «Церковный вестник» протоиерею Иоанну Янышеву. После того, как студент-семинарист Владимир Попов обвинил Пашкова в ереси, Янышев попросил полковника изложить свои богословские взгляды в переписке, а затем опубликовал её в своём журнале (в номере от 10 мая 1880 года).

#### Оправдание верою
Ключевой в исповедании Пашкова стала доктрина о спасении исключительно по личной вере в Иисуса Христа, а не по делам, таинствам, молитвам или церковности. Эта доктрина подвергалась нападкам, в том числе и по вопросу о роли «дел»: мол, правильного исповедания недостаточно для спасения, нужные ещё добрые дела. Аргументация обвиняющей стороны передана религиоведом Александром Пругавиным в очерке «Пашковцы (Из путевых набросков)» в споре о пашковцах случайных попутчиков в поезде.
Пашков сразу же уточнял роль «дел»: добрые дела являются результатом спасения, а не причиной. «Разумеется, что истинная вера не может не проявляться в делах», — писал Пашков. Он указывал, что все христианские добродетели являются «плодом Духа Святого» (Гал. 5:22), даруемого Богом верующему (Еф. 1:13). Поэтому людям не следует хвалиться перед Богом своими делами, писал он. Как отметила исследователь Шерил Коррадо, судя по деятельности пашковцев, опасения их оппонентов о недостатке добрых дел вследствие такого учения были напрасны.

#### Уверенность в спасении
Существенным расхождением с православным богословским мейнстримом была исповедуемая пашковцами уверенность в собственном спасении. «Я доверился Спасителю моему, в Котором и имею теперь жизнь вечную (1Ин. 5:10-13), Который не даст мне погибнуть во век и не даст меня „похитить из руки Своей“ (Ин. 10:28)», — писал Пашков в своём «исповедании». Некоторые оппоненты приписывали полковнику утверждения, будто бы верующие не грешат. Сам Пашков это отрицал, утверждая, что ненавидит грех и в то же время может согрешать. Однако отдельные последователи искажали его учение.

#### Отношение к таинствам
Студент-семинарист Попов обвинял Пашкова в том, что он «называл помышлением диавола Церковь и таинства». Пашков это отрицал. Он признавал ценность крещения и причастия, однако не относил их к средствам спасения. В 1883 году Пашков сам принял крещение по вере, а причастия совершались в собраниях пашковцев регулярно. Пашков подчёркивал, что не может не признавать установленных Иисусом Христом и апостолами таинств. При этом уточнял, все таинства установлены исключительно для верующих, в то время как для неверующих они недейственны и даже вредны.

### Пашков и православие

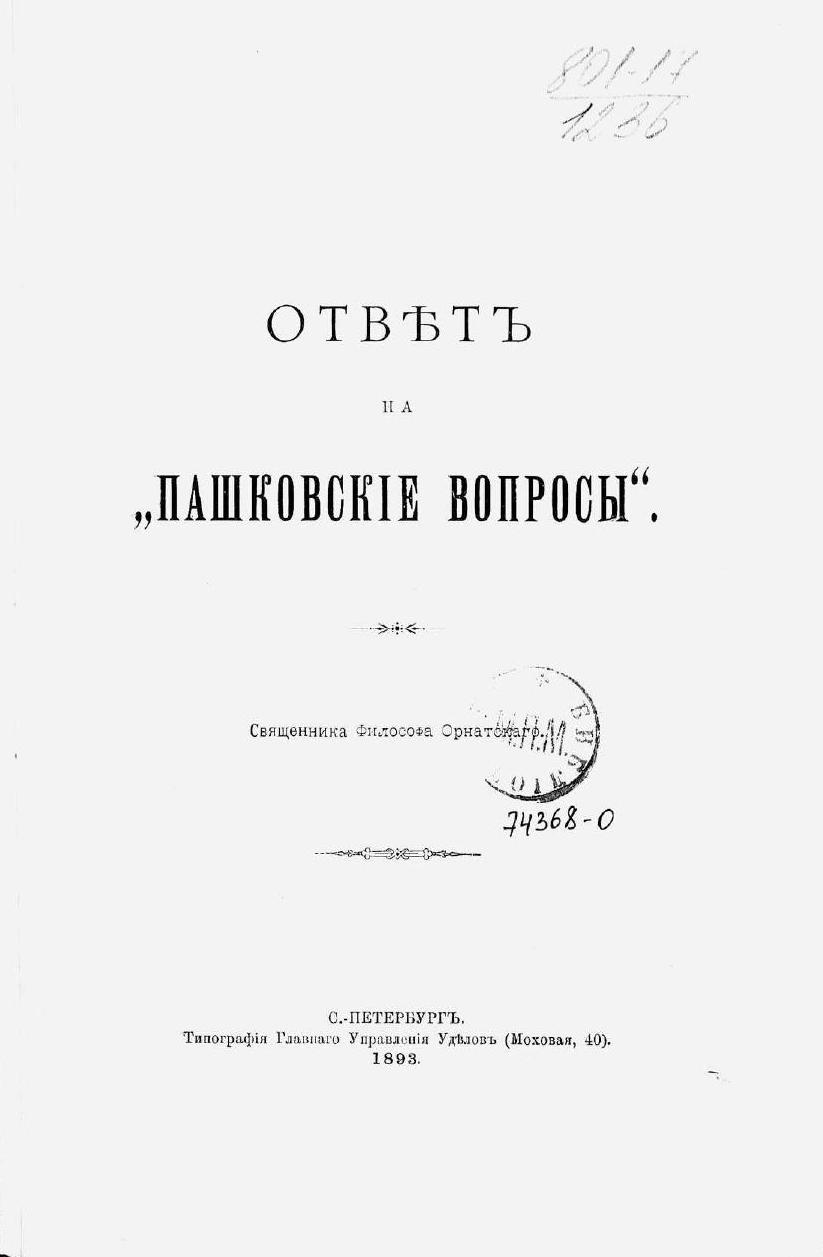
Брошюра «Ответ на „пашковские вопросы“». Автор — Ф. Н. Орнатский

Представители консервативного православия обвиняли Редстока и Пашкова в том, что они пытаются обратить в свою веру всё население империи во главе с императором. Однако ни Редсток, ни Пашков не пытались создать некую секту вне Русской православной церкви. Их целью было духовное преобразование России, не связанное с какой-то одной конфессией, и начинающееся с РПЦ. Писатель Николай Лесков, тесно общавшийся с представителями движения, отмечал: «Редсток и сам не основывает никакого отдельного толка, и не требует ничего подобного от своих последователей. … Если и есть, может быть, одно какое-нибудь единоличное исключение, то о нём не стоит и говорить». Родственник Пашкова Владимир Чертков писал в некрологе, что Пашков не основывал секту, а исповедал евангелическое христианство.
Однако представители православия объявили пашковцев «сектантами» и «еретиками», а затем начали их преследование. Произошло постепенное отдаление пашковцев от РПЦ, окончившееся полным разрывом.
Журнал «Странник» в 1883 году сообщал: «Основа учения у г. Пашкова протестантская, но это справедливо только наполовину: протестантизм есть доктрина и доктрина, говоря относительно, умная и почтенная; у протестантизма есть историческая основа и до известной степени основа церковная. У г. Пашкова ничего подобного нет и он сам по себе. Мы думаем, что г. Пашков сектант на чисто местной подкладке, и ему ужасно далеко до настоящего протестантства. Это сектант — несомненно русский».
По мнению историка-богослова Константина Прохорова, основой для редстокистско-пашковского движения стала неудовлетворённость представителей аристократии господствовавшей тогда «обрядовой» формой российского православия. Согласно Прохорову, тот факт, что Редсток приехал в Россию не сам по себе, а по приглашению Елизаветы Чертковой, свидетельствует о сознательности выбора той формы христианства, которую английский проповедник исповедовал.
В 1883 году Пашков был крещён по вере Георгом Мюллером из Бристоля. К этому моменту Пашков уже не рассматривал возглавляемое им движение как часть православия. В 1884 году в частной переписке он назвал православную церковь «мёртвой».
Пашков мог ставить под вопрос некоторые установления Церкви, хотя обычно он избегал обсуждения этой темы. В то же время он не оспаривал ценности самой Церкви и не отделял себя от неё. Если некоторые последователи Пашкова относились отрицательно к избыточному, по их мнению, почитанию Богородицы, иконам, мощам, делению христиан на «клир и мир», то это происходило не по призыву Пашкова, а потому что он молчал на эти темы. В письме протоиерею Янышеву полковник писал, что признаёт авторитет Церкви. Пашков никогда не призывал своих последователей выйти из РПЦ, и сам до конца жизни формально не порывал с ней.

### Западное влияние
По мнению ряда исследователей, серьёзное влияние на взгляды Пашкова оказал западный евангельский мир, в том числе Евангелический альянс, «открытые» Плимутские братья (к которым принадлежал крестивший Пашкова Георг Мюллер) и Кесвикское (Кезикское) движение. Как и Редсток, Пашков был членом альянса и использовал типичные для альянса формы христианского служения.
В то же время влияние западных евангелических организаций на Пашкова не было безграничным. Так, он не позволил Британскому и иностранному библейскому обществу использовать в своих целях созданное Пашковым Общество поощрения духовно-нравственного чтения, а Евангелическому альянсу — осуществлять представительский контроль над деятельностью пашковцев.

### Экуменизм
Тема единства Христианской церкви была важна для Пашкова. По мнению исследователя Андрея Пузынина, Пашков надеялся, что христиане с разными взглядами могут достичь единства за совместным изучением Библии в духе взаимной любви, сделав одинаковые выводы по каждому вопросу. Пашков верил, что христиане-евангелики в Российской империи объединятся и особая роль России будет состоять в том, чтобы показать миру пример. Впоследствии Пашков свои взгляды по этому вопросу поменял.

## Религиозная деятельность

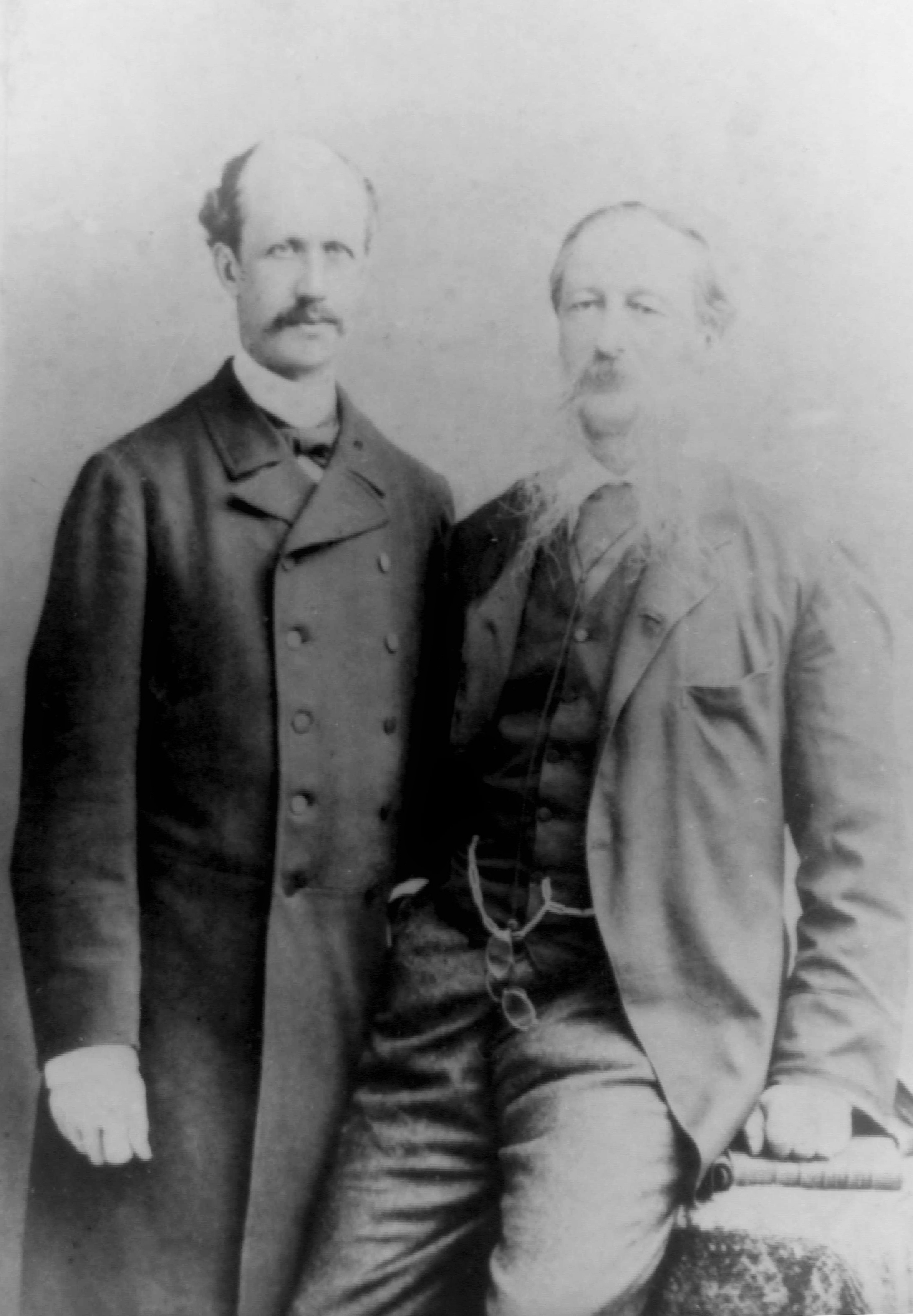
Модест Корф и Василий Пашков

Вера для Пашкова была тесно связана с социальной деятельностью, он учил, что добрые дела — плод настоящей веры. Пережив обращение, Пашков посвятил свою жизнь христианскому служению, которое распространилось на различные слои общества, от беднейших и угнетённых до цвета аристократии. Пашков использовал методы Всемирного евангелического альянса, членом которого он был. Это и многолюдные собрания в доме Пашкова, и встречи численностью не более двадцати человек, и индивидуальная работа с людьми как в тюрьмах, так и во дворцах. Помимо проповеди христианства в различных формах, Пашков и пашковцы открывали дешёвые столовые для студентов, чайные для рабочих, ночлежки для бездомных, мастерские для нуждающихся в заработке женщин, школы для детей из бедных семей. Они наладили издание христианских брошюр и другой религиозной литературы, распространили тысячи книг Нового Завета.
В оценке деятельности Пашкова необходимо учитывать контекст того времени — эпохи «Великих реформ» Александра II и нарастания революционных настроений в обществе. В то время как «хождение в народ» народников предполагало создание в Российской империи социалистического общества, движение пашковцев было направлено на религиозное и нравственное обновление.
В то же время само по себе принятие веры, отличающейся от православия, было революционным шагом. По мнению историка Филиппа Никитина, тем самым Пашков и пашковцы вышли «за рамки религиозного измерения». Исследователь Оксана Куропаткина отмечала, что пашковцы ощущали в себе движущую силу неизбежных для страны перемен.

### Собрания в Петербурге

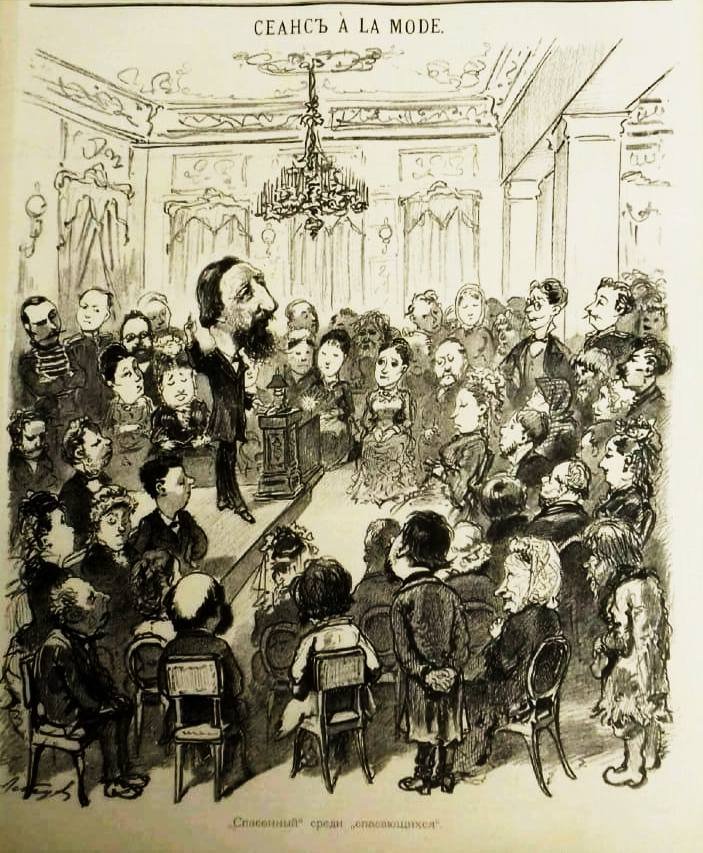
«„Спасённый“ среди „спасающихся“». Шарж на В. А. Пашкова в журнале «Стрекоза», 1880

Дворец Пашкова на Гагаринской Набережной в Петербурге (тот самый, где ранее устраивались балы для высшей знати) стал местом проведения богослужебных собраний. Собрания длились около двух часов и проходили каждое воскресенье. Пашков с большим успехом проповедовал Евангелие в духе Редстока. Современники отмечали, что число посетителей собраний могло достигать полутора тысяч человек. Были случаи, когда не все могли вместиться в доме и сотни людей оставались на улице.
Помимо проповедей совершались молитвы. Пашков раздавал желающим Евангелия и христианские брошюры. После окончания Пашков общался с посетителями, отвечал на вопросы, угощал едой, нуждающимся помогал деньгами.
Александр Пругавин так описывал собрание у Пашкова: «Тут и мастеровые, и лакеи, и кухарки, и чиновницы, и офицеры, и денщики, и гимназисты, и юнкера; тут же и важные барышни, и студентки, и чиновники, и чернорабочие, и купцы… Вот какой-то шикарный мундир с аксельбантами, а рядом почтальон с бляхою, ещё дальше — грязные, лоснящиеся полушубки рабочего люда, чуйки и поддёвки…»

### Общество поощрения духовно-нравственного чтения

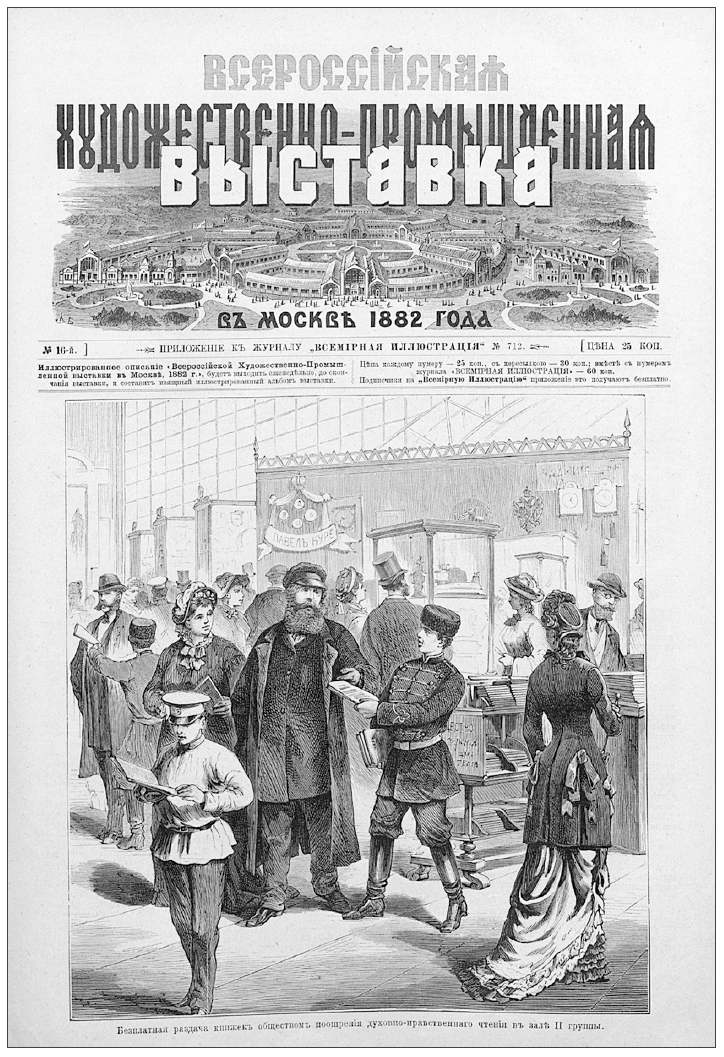
Бесплатная раздача книжек Обществом поощрения духовно-нравственного чтения

Наблюдая растущую грамотность населения империи и осознавая нехватку духовной литературы, в 1876 году Пашков стал одним из основателей и главой Общества поощрения духовно-нравственного чтения. Оно занималось изданием и распространением христианской литературы (в том числе Библий), а также выпускало журнал «Русский рабочий». Разрешение на создание Общества дал Священный синод РПЦ, и участники Общества старались не публиковать что-либо, противоречащее православному учению. В число издаваемых входили и православные авторы, например, Тихон Задонский.
В Общество входили не только пашковцы, но и иностранцы — представители других протестантских исповеданий, а также Николай Астафьев от Российского библейского общества и другие. За восемь лет существования помимо книг Священного Писания Общество выпустило более 200 брошюр (общий тираж более 1 миллиона экземпляров), продававшихся по цене от полкопейки до шести копеек. Финансировалось издание за счёт пожертвований. После первоначального взноса на деятельность Общества от лондонского Общества религиозных брошюр последовали пожертвования русских аристократов.
Общество было закрыто 24 мая 1884 года.

### Благотворительность
Даже марксистские исследователи в СССР характеризовали Пашкова как филантропа, — это говорит о сохранившихся воспоминаниях о его благотворительности. В своём доме на Выборгской стороне в Санкт-Петербурге Пашков открыл дешёвую столовую для бедных, которую ежедневно посещало до тысячи человек. Помимо низких цен посетители могли оценить высокое качество продуктов и дружелюбие пашковцев, которые служили там официантами. В Нижегородской губернии, где находилось имение Пашкова, он открыл сельские училища. По слухам, он тратил на благотворительность до 200 тысяч рублей в год, изрядно расстроив тем самым своё состояние.
Благотворительная деятельность Пашкова вызывала пересуды в обществе. Недруги утверждали, будто пока сам Пашков меценатствует, управляющий одним из его заводов англичанин бесцеремонно обсчитывает крестьян. Ходили слухи, что Пашкова якобы нарочно привели к пути милосердия, чтобы «раздолбить» его капиталы и что щедростью Пашкова пользовались не те, кто действительно нуждался в куске хлеба, а корыстные недобросовестные люди.
Недоброжелатели Пашкова уверяли, будто бы он «покупает» тех, кто слушает его. Якобы Пашков платил «за выслушивание» извозчикам по три рубля, а крестьянам — размер дневного заработка в поле. Православные источники утверждали, что милосердие Пашкова проистекает не из любви и представляет собой «покупку за измену православию», дескать, пашковские собрания посещают два вида людей: ищущие светских связей и ищущие подачек.

### Съезд 1884 года
Пашков и Корф стремились объединить близких по взглядам христиан из различных регионов Российской империи. Первоначально съезд предполагалось провести в 1882 году, однако затем он был перенесён на 1884 год. Они разослали баптистам, штундистам, меннонитам, молоканам и новомолоканам письма с предложениями прислать на съезд делегатов от церквей.
Съезд готовился на фоне преследования российских протестантов в Российской империи. За две недели до события Пашкова и Корфа вызвал к себе жандармский генерал Оржевский. Под угрозой лишения права управлять своими имениями он потребовал от них не проповедовать и не распространять литературу, не принимать делегатов и в двухнедельный срок покинуть Россию. Запрет принимать делегатов был высказан и княгине Наталье Ливен. Все трое проигнорировали эти указания.
На съезд съехалось около 100 делегатов. Съезд начался 1 апреля 1884 года. Организаторы надеялись, что для объединения им удастся разработать общие вероучительные принципы, сформулированные в приемлемой для всех форме. Однако съезд не смог закончить свою работу, он прервался 6 апреля из-за ареста всех делегатов полицией. Делегаты, кроме иностранцев и российских немцев, провели ночь в Петропавловской крепости, после чего их выслали из Петербурга.

### Преследования властей и церкви

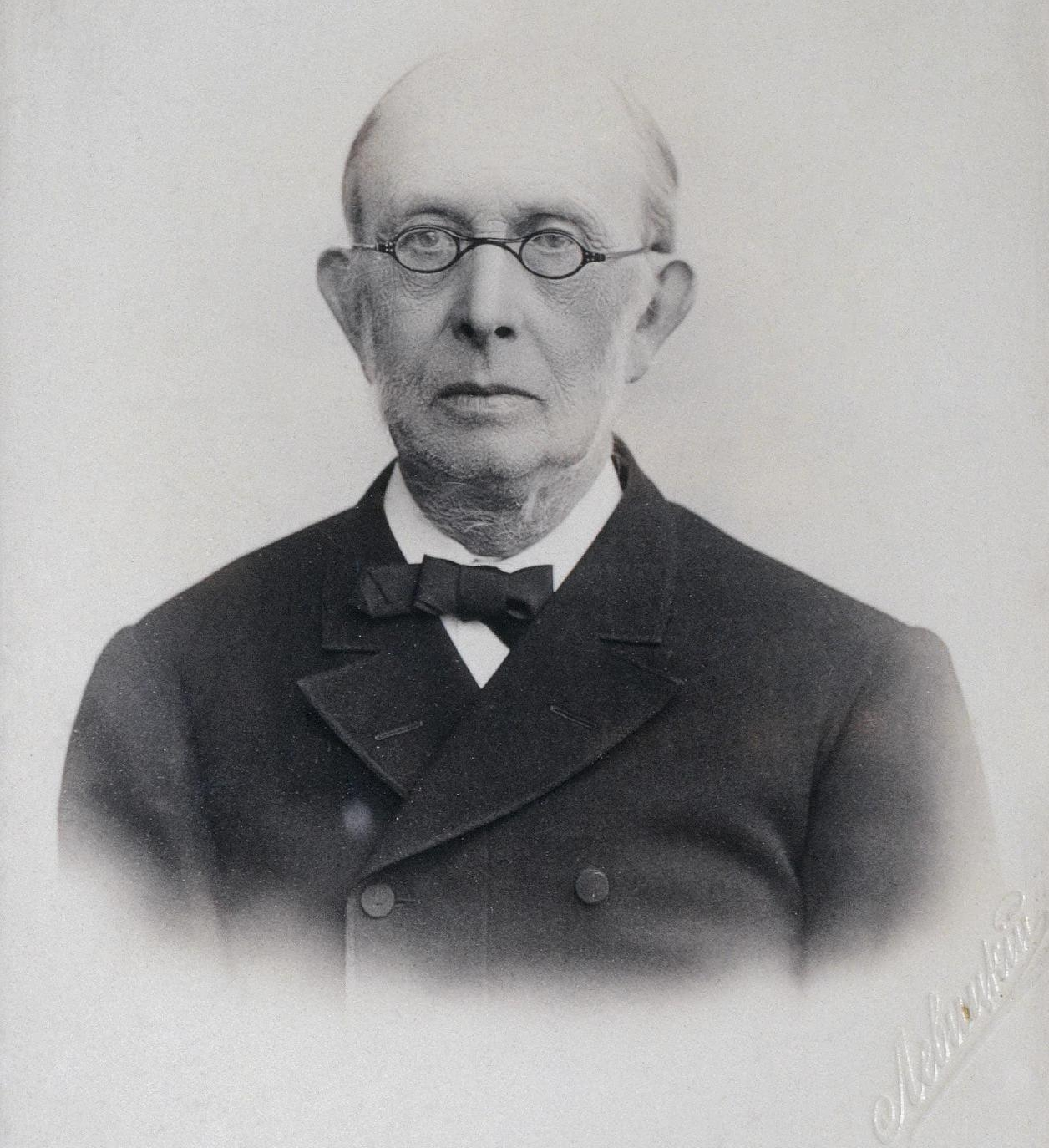
Один из инициаторов преследований обер-прокурор Святейшего Синода Константин Победоносцев

Бурная деятельность полковника не могла остаться незамеченной царскими властями и РПЦ. Духовенство изначально не чинило Пашкову препятствий, однако вследствие включения в движение простых людей Церковь обратила на него внимание. Агентурные донесения о нём делались уже в 1875 году. Биограф Пашкова Филипп Никитин выделяет четыре этапа репрессий: в 1878-м, 1880-м, 1882 и 1884-м годах.
В 1878 году Пашкова вызывал к себе шеф жандармов Николай Мезенцев. В том же году Александр II «признал действия Пашкова неуместными» и распорядился сделать ему «внушение» призывом воздержаться от религиозной деятельности. Также и Святейший Синод поручил Санкт-Петербургскому митрополиту назначить пастыря для увещевания Пашкова и православных участников движения.
В 1880 году министр внутренних дел Лев Маков и обер-прокурор Святейшего Синода Константин Победоносцев потребовали принять меры против проповедей Пашкова. По предложению главного начальника верховной распорядительной комиссии Михаила Лорис-Меликова Александр II повелел провести особое совещание по пресечению молитвенных собраний у Пашкова.
В мае 1880 года Победоносцев направил императору записку «о действиях г. Пашкова» и предложил запретить проведение собраний у полковника, а его самого выдворить из страны. 5 июня 1880 года Пашков действительно на некоторое время выехал из России.
В 1882 году Победоносцев обратился к министру внутренних дел Николаю Игнатьеву с требованием обратить внимание на вредную деятельность Пашкова, после чего ему разрешили проведение религиозных собраний «чисто семейного», а не общественного характера. Посторонние не должны были присутствовать на них. Предположительно в том же году обсуждался выезд Пашкова из России.
Кульминацией стал 1884 год. После срыва съезда в Петербурге товарищ министра внутренних дел, заведующий полицией и командир Отдельного корпуса жандармов Пётр Оржевский от имени императора Александра III потребовал от Пашкова и Корфа дать подписку с отказом участвовать в «неодобренной православной церковью пропаганде» и проводить молитвенные собрания; а также обязательствами уволить всех миссионеров и разносчиков книг и прекратить общение «с сектантами разного рода». Пашков и Корф отказались. В ответ обоим было предписано в два дня покинуть Россию.
Пашкову с большим трудом удалось добиться двухнедельной отсрочки отъезда, чтобы привести в порядок свои дела. Несмотря на отсрочку, судя по отдельным фрагментам переписки, отъезд Пашкова был спешным и шокировал его. 16 июня 1884 года он покинул Россию. Семья переехала к нему не раньше, чем через два года.

### После высылки

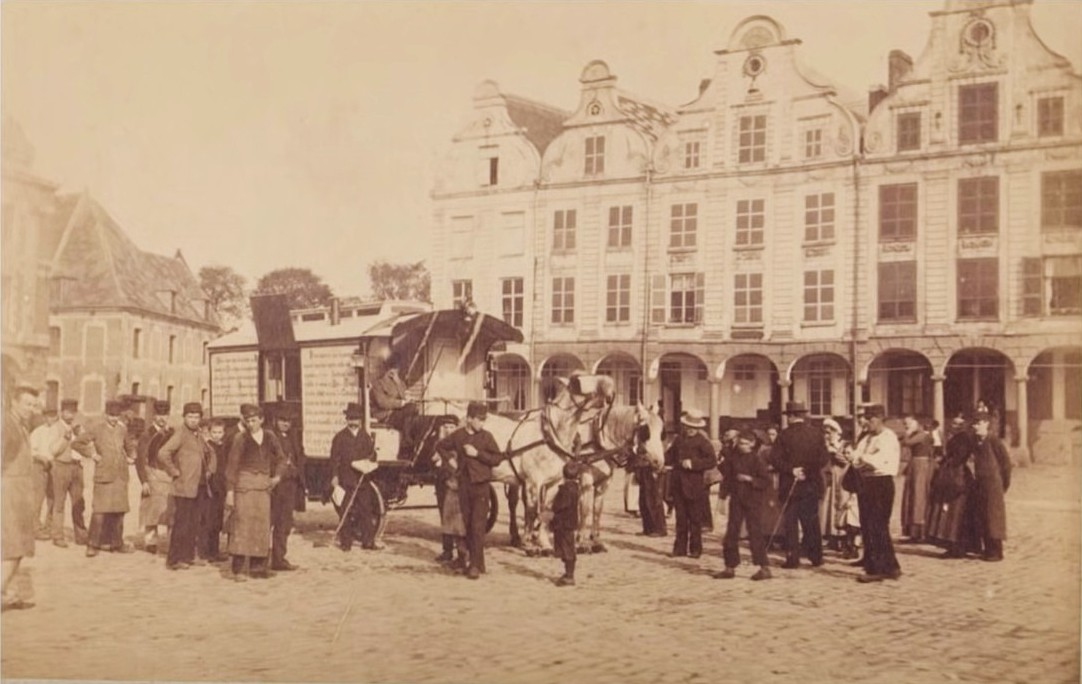
В. А. Пашков (сидит на козлах) в изгнании во Франции

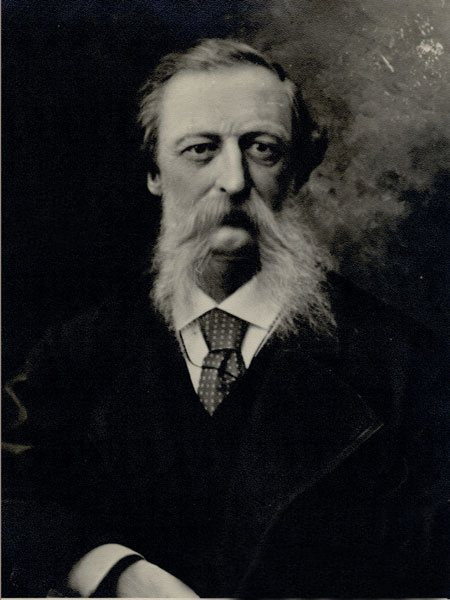
Василий Александрович Пашков

Вместе с Модестом Корфом Пашков уехал в Лондон. Глубоко переживая из-за вынужденной эмиграции, полковник не оставил христианского служения, но нашёл для него новые формы — обширная переписка и финансовая помощь оставшимся на Родине единомышленникам, заступничество за преследуемых верующих. До самой смерти он поддерживал своих последователей в России.
В его архиве сохранилась переписка со своими сподвижниками: Василием Кирпичниковым, княгинями Натальей Ливен и Верой Гагариной; будущими лидерами движения евангельских христиан Иваном Каргелем и Иваном Прохановым; лидерами баптистов Иоганном Вилером, Василием Павловым, Никитой Ворониным; руководителями штундистов Иваном Рябошапкой и Михаилом Ратушным; работавшим в России персидским миссионером Яковом Деляковым.
Пашков обратился в письме к обер-прокурору Святейшего синода РПЦ Константину Победоносцеву с просьбой разрешить эмигрировать в Румынию верующим, сосланным на Кавказ за религиозные убеждения, однако получил отказ.
В эмиграции Василий Александрович много времени провёл странствующим проповедником в Англии, Франции, Австрии, Италии и Германии. Одно время он странствовал вместе с англичанином на повозке, распределяя Библии среди крестьян. В его архиве сохранились письма с благодарностью за финансовую поддержку от лидера Армии спасения Уильяма Бута, проповедников Хадсона Тейлора и Сайленса.

## Отношения с литераторами
Интерес к Пашкову и Редстоку проявляли Николай Лесков, Фёдор Достоевский и Лев Толстой. Непосредственными участницами пашковского движения были такие литераторы, как Юлия Засецкая и Мария Пейкер.

### Лесков
Лесков написал посвящённые редстокизму произведения «Великосветский раскол. Лорд Редсток» (1876), «Два слова о редстокистах» (1876), «Религиозные новаторы Редсток и Вальденштрём» (1879). Писатель был хорошо знаком с Пашковым и обменивался с ним письмами. Некоторое время он был близок к пашковскому движению, слушал проповеди Редстока и Пашкова. Однако описывая движение времён Редстока, Лесков изображал его просто группой людей, любящих потолковать о слове Божьем, о спасении и об оправдании, хотя допускал, что в нём есть потенциальная возможность отделения от государственной церкви.
В 1880-х годах Лесков постепенно отдалился от движения, но размышления о «пашковской вере», сочувствие к пашковцам не оставляли писателя до конца жизни. В начатой в 1893 году записной книжке Лесков писал: «В пашковской вере всё хорошо, только для чего гусиный жир в лампад пущают». Не имея во всём согласия с Пашковым, Лесков закончил жизнь последователем Льва Толстого.

### Достоевский
Достоевский не симпатизировал Пашкову, считая, что успех проповеди обусловлен незнанием православия и отрывом от него части великосветского общества. В 1880 году после публикации в «Новом времени» двух статей о пашковцах Достоевский написал издателю газеты Алексею Суворину: «…Зачем Вы хвалите Пашкова и зачем Вы написали (сейчас прочёл в № от 13 мая), что Пашков хорошо делает, что проповедует? И кто это духовное лицо, которое дня три тому назад напечатало у Вас статью в защиту пашковцев. Неприглядная это статья».
Относительно упомянутого Достоевским «духовного лица» автор комментариев к трудам Достоевского Евгения Кийко сообщала, что это некий автор статьи, опубликованной в «Новом времени» (11 мая 1880 года, № 1508) за подписью «Православный». К статье было примечание от редакции о том, что автор является духовным лицом. Эта статья защищала пашковцев, делающих, по мнению автора, немало хорошего. Для Достоевского было особенно неприятно, что в их защиту выступил представитель духовенства, отмечала Кийко.

### Толстой

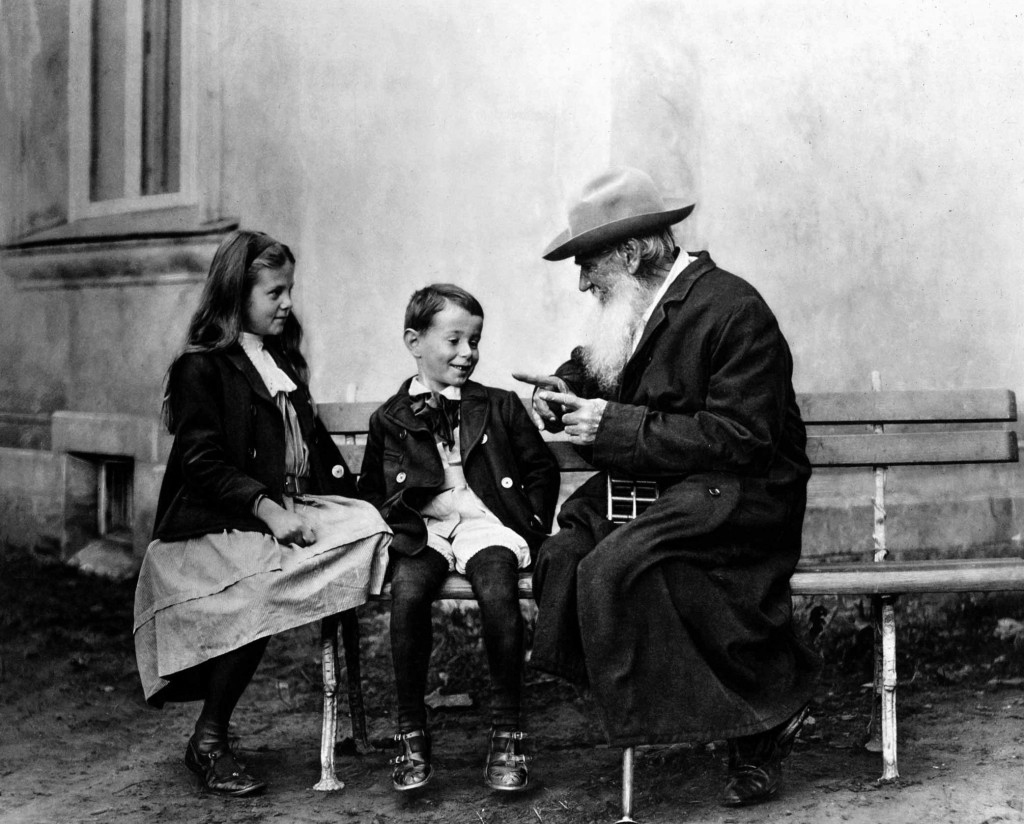
Лев Толстой с внукам Ильюшей и Соней в Крёкшино, 1909 год, фото Владимира Черткова

Лев Толстой бывал на собраниях пашковцев. В 1899 году Толстой написал в дневнике: «Я понял их, евангеликов, так: они от церковной безбожности очнулись и нашли более разумную и свободную и тёплую веру в Хр[иста], искупившего своей кровью наши грехи и спасшего нас. И верят, и радуются. Но ошибка и тут большая: они чувствуют себя совершенными и всю энергию направляют на проповедь, предполагая, что совершенство жизни совершится бессознательно».
Друг и сподвижник писателя Владимир Чертков приходился племянником Пашкову (в свою очередь через Черткова в дальнем родстве состояли и Пашков с Толстым). После высылки Пашкова из России Чертков поселился в его имении Крёкшино. Отдыхать сюда Толстой приезжал трижды — в октябре 1887 года, в первых числах января 1888 года и в сентябре 1909 года.

## Пашковцы после высылки Пашкова
После высылки и смерти лидера движение пашковцев не сошло на нет. Первоначально в лидеры выдвинулись женщины — Ливен, Черткова, Гагарина. Позднее его возглавили Иван Каргель и Иван Проханов. К 1910 году Проханов трансформировал движение в самостоятельную конфессию евангельских христиан (прохановцев), окончательно разорвав с православием. В 1944 году евангельские христиане объединились с русскими баптистами в единую конфессию — евангельские христиане-баптисты.

## Память
Ряд современных евангельских деноминаций на постсоветском пространстве признаёт своё преемство от пашковцев и в поисках собственной идентичности с интересом обращается к истории движения и личности Василия Пашкова. В частности, это евангельские христиане-баптисты и евангельские христиане, входящие во Всероссийское содружество евангельских христиан (ВСЕХ), кроме того, о преемстве заявляют некоторые представители движения пятидесятников.
В евангельских церквях периодически проходят вечера памяти Пашкова, о нём упоминают на конференциях и семинарах историков, в современной евангельской периодике. Авторитетный баптистский альманах «Богомыслие» в 2019 году подготовил спецвыпуск, посвящённый памяти Пашкова. Издан ряд книг (в том числе зарубежных авторов), посвящённых непосредственно Пашкову, либо имеющих прямое отношение к его жизни и служению. Союз церквей евангельских христиан учредил студенческую стипендию имени В. А. Пашкова.
Биограф Пашкова Филипп Никитин в своей книге отметил, что читая о деятельности Пашкова, евангельский христианин прикоснётся к своей истории, светский учёный увидит в нём практического идеалиста второй половины XIX века, протестанты-экуменисты сочтут его своим собратом, а простой читатель узнает о жизни русского аристократа, которого окружающие считали «не от мира сего».

## Архив Пашкова
После смерти Пашкова сохранился его личный архив, содержащий 7—10 тысяч документов. Однако он труднодоступен для российских исследователей, поскольку хранится в университете Бирмингема (Англия). В виде микрофильмов архив хранится в Южно-баптистской исторической библиотеке и архивах Нэшвилла (штат Теннесси, США), в центре меннонитского наследия в Виннипеге (Канада), в Итонском колледже (штат Иллинойс, США), в библиотеке богословского союза (Беркли, штат Калифорния, США).

## Комментарии
1. ↑  Относительно ударения в фамилии В. А. Пашкова среди исследователей нет единого мнения, в данном случае ударение проставлено согласно статье Пашко́в : [арх. 14 октября 2022] / Е. А. Агеева // П — Пертурбационная функция. — М. : Большая российская энциклопедия, 2014. — С. 491. — (Большая российская энциклопедия : [в 35 т.] / гл. ред. Ю. С. Осипов ; 2004—2017, т. 25). — ISBN 978-5-85270-362-0.
2. ↑  В ряде источников ошибочно указаны в качестве года рождения 1813, 1823, 1832, 1833 или 1834[3].
3. ↑  В некоторых публикациях Пашкову ошибочно приписывают достоинство графа или князя, однако архивные документы однозначно указывают, что такого титула он не имел[5], был просто дворянином.
4. ↑  Старое здание библиотеки МГУ на улице Моховой, дом 9, строение 9.
5. ↑  Исследователь Алексей Синичкин называет годом выхода Пашкова в отставку 1874[14].
6. ↑  В частности, его собственность располагалась в Московской, Нижегородской, Тамбовской, Уфимской, Оренбургской, Симбирской и Курской губерниях[19].
7. ↑  Санкт-Петербург, набережная Кутузова, 10.
8. ↑  Санкт-Петербург, Улица Комиссара Смирнова, 17.
9. ↑  По воспоминаниям М. М. Корфа, Пашков был погребён в склепе у парижской церкви Святого Мартина[фр.][37], однако другие источники, включая картотеку захоронений и путеводитель римского некатолического кладбища Тестаччо, говорят, что он похоронен на кладбище Тестаччо в Риме[4][35].
10. ↑  В ряде источников ошибочно указан как год крещения — 1882[34].
11. ↑  Мюллер тем самым нарушил российское законодательство, «совратив» православного, и мог иметь из-за этого серьёзные неприятности[60].
12. ↑  Однако после этого предписание для всех пашковцев о необходимости принятия крещения по вере не последовало[60].
13. ↑  Исследователь Андрей Пузынин озвучил гипотезу о проведении Пашковым и Корфом всероссийского съезда представителей различных конфессий в 1884 году, ставшем попыткой «организовать отделение» Евангелического альянса в России[90].
14. ↑  В разных источниках утверждается, что делегатов было от 70 до 400, наиболее правдоподобной представляется оценка в 100 человек[89].
15. ↑  По описанию историка и исследователя религий Александра Пругавина, побывавшего на собрании Пашкова, обряд не предусматривал использование лампад[106].
16. ↑  Жена Пашкова Александра Ивановна была сестрой-близнецом Елизаветы Ивановны — матери Черткова.
17. ↑  Жена Черткова Анна Константиновна была сестрой Ольги Константиновны Толстой — жены Андрея, сына писателя. Таким образом, О. К. Толстая, урождённая Дитерихс, приходилась невесткой Льву Николаевичу Толстому[109].
18. ↑  Нет никаких оснований утверждать, что Пашков был членом церкви пятидесятников, тем более что само это движение зародилось уже после его смерти. Однако пятидесятники могут подразумевать, что их течение выделилось из преемников пашковцев — прохановцев[116].